# Doplněk první hodnotící zprávy IPCC
Doplněk první hodnotící zprávy IPCC z roku 1992 byl zveřejněn jako příspěvek k diskusi o Rámcové úmluvě OSN o změně klimatu na Summitu Země, který se konal v roce 1992 v Rio de Janeiru.
Doplňková zpráva aktualizovala a revidovala některé údaje obsažené v první hodnotící zprávě IPCC a zahrnovala šest nových scénářů změny klimatu, včetně aktualizace referenčního scénáře z roku 1990.
Hlavním závěrem bylo, že výzkum od roku 1990 „neovlivnil naše základní chápání vědeckých poznatků o skleníkovém efektu a buď potvrzuje, nebo neodůvodňuje změnu hlavních závěrů prvního vědeckého hodnocení IPCC“. Doplňková zpráva konstatovala, že přechodné (časově závislé) simulace, které byly v první zprávě (FAR) velmi předběžné, se nyní zlepšily, ale nezahrnovaly změny aerosolu nebo ozonu. 